# Prędkość handlowa
Prędkość handlowa – iloraz odległości dzielącej punkt początkowy i końcowy trasy pokonywanej przez środek transportu oraz czasu, w jakim ta trasa została przebyta.
Prędkość handlowa jest zależna od prędkości, z jaką porusza się środek transportu, jak również od czasu postoju na przystankach pośrednich, warunków ruchu (np. korki uliczne) itp. Jest parametrem pozwalającym realnie ocenić szybkość zapewnianą przez dany środek transportu.
W Polsce średnia prędkość handlowa pociągów towarowych licencjonowanych przewoźników kolejowych w I półroczu 2012 roku według UTK wyniosła 25,75 km/h. Natomiast średnia prędkość pociągów towarowych w Europie pod względem długości kolejowej infrastruktury liniowej francuskiej sieci RFF (Réseau ferré de France) oscylowała na poziomie 60 km/h.
Dla porównania średnia prędkość handlowa tramwaju w Warszawie w 2010 roku wynosiła 17,41 km/h, a autobusu 22,73 km/h. Średnia prędkość samochodu na autostradzie A4 w 2013 roku wynosiła 90 km/h, natomiast na drogach krajowych – 65 km/h.